# Rue Félix-Ziem
La rue Félix-Ziem est une voie du 18e arrondissement de Paris, en France.

## Situation et accès
La rue Félix-Ziem est une voie publique située dans le 18e arrondissement de Paris. Elle débute au 33, rue Damrémont et se termine au 2, place Nattier.

## Origine du nom
Elle porte le nom du peintre Félix Ziem (1821-1911). 

## Historique
Cette voie est ouverte sous sa dénomination actuelle en 1906 et est classée dans la voirie parisienne par un arrêté du 9 juin 1931.
Le débouché de la voie sur la rue Eugène-Carrière prend le nom de « place Nattier » en 1937.